# Ochrobapha pallescens
Ochrobapha pallescens är en tvåvingeart som beskrevs av Munro 1938. Ochrobapha pallescens ingår i släktet Ochrobapha och familjen borrflugor.
Artens utbredningsområde är Kongo. Inga underarter finns listade i Catalogue of Life.